# Italie aux Jeux olympiques d'hiver de 1984
Cet article contient des informations sur la participation et les résultats de l'Italie aux Jeux olympiques d'hiver de 1984 à Sarajevo en Bosnie-Herzégovine.
L'Italie a participé à Sarajevo à ses quatorzièmes 
Jeux d'hiver.
Les 76 athlètes se sont placés au dixième rang du classement des nations ne remportant que deux médailles d'or.

## Liste des médaillés italiens

### Médailles d'or
| Sport              | Discipline         | Sportifs         | Performance    |
| Médailles d'or : 2 |                    |                  |                |
| Luge               | Solo (H)           | Paul Hildgartner | 3 min 04 s 258 |
| Ski alpin          | Slalom spécial (F) | Paoletta Magoni  | 1 min 36 s 47  |

## Sources
- (en) Cet article est partiellement ou en totalité issu de l’article de Wikipédia en anglais intitulé « Italy at the 1984 Winter Olympics » (voir la liste des auteurs).